# Franz Pfannl
Franz Pfannl (* 17. Oktober 1867 in Stein an der Donau; † 28. Dezember 1961 in Krems an der Donau) war ein österreichischer Uhrmachermeister und Fabrikant. Er ist der Erfinder der 2 mm Kolibri, der kleinsten Pistole weltweit.

## Leben
Pfannl wurde als Sohn des Steiner Uhrmachermeisters Ferdinand Pfannl geboren. Dieser war für seine Großuhren bekannt.
Franz Pfannl besuchte die Realschule (heute BRG), die Handelsschule und lernte bei seinem Vater das Uhrmacherhandwerk.
1890 übernahm er ein Uhrmachergeschäft im Kremser Rathaus. 1896 verkaufte er seinen Uhrmacherladen und richtete in der Wienerstraße eine Werkstatt für die Erzeugung von Miniaturpistolen ein. Die Pistole der Marke „Kolibri“ war sechsschüssig, 68 mm lang und mit Perlmutter-, Silber- oder Goldgriffen verziert. Sie konnte auch als Anhänger getragen werden. Die Waffen wurden bis nach Amerika und Japan exportiert.
Im Jahr 1900 verlegte er seine Fabrik in die Lederergasse. In der so genannten Pfannlmühle konnte mit Wasserkraft produziert werden.
Während des Ersten Weltkrieges wurden Gewehrgranaten und Flammenwerfer erzeugt. Kurz nach dem Kriegsende um 1918 wurde von der Firma Pfannl eine kleine Selbstladepistole gebaut und unter der Modellbezeichnung „Erika“ auf den Markt gebracht. Sie war vom unüblichen Kaliber 4,25 mm, wobei Pfannl auch die dazugehörige Patrone entwickelte und fertigte. Die gefertigte Stückzahl dürfte nicht über insgesamt 3.500 liegen. Die Patrone wurde auch von der Firma Menz in Suhl in Thüringen für ihre Liliput-Pistole übernommen und von Pfannl in größeren Mengen an Menz geliefert.
Die 1928 begonnene Produktion von Spezialmaschinen für die Herstellung von Bleistiften wurde 1931 von der Budweiser Firma Hardmuth übernommen, die bis 1938 in Krems produzierte.
Von 1943 bis 1945 wurde die Fabrik unter der Firma „Rotanwerke AG“ als Versuchsstätte für Geheimwaffen genutzt. Nach dem Krieg wurde die Fabrik an Handwerker vermietet.
Zum 60. Geburtstag verlieh ihm der Bundespräsident den Titel Kommerzialrat. Pfannl starb im 95. Lebensjahr am 28. Dezember 1961. Mit seiner Frau Maria, geb. Sohnle, war er 63 Jahre lang verheiratet.